# 売布神社 (松江市)
売布神社（めふじんじゃ）は、島根県松江市に鎮座する神社。式内社で旧社格は県社。出雲國神仏霊場第六番。

## 祭神
速秋津比売神を主祭神とし、五十猛命・大屋津姫命・抓津姫命を相殿として祀る。

## 歴史
『出雲国風土記』に「賣布社」（めふのやしろ）、『延喜式』に「賣布神社」（めふのかみやしろ）として見える。元は意宇の入海（宍道湖）西岸に鎮座していたといわれ、潮流や地形変動に伴い東へ遷座を重ね、13世紀頃に現在地で祀られるようになった。白潟大明神・橋姫大明神と称した時期もある。

## 境内摂社
- 和田津見神社
- 金刀羅神社
- 船霊神社
- 恵美須神社
- 道祖神社
- 白潟地主荒神
- 常光神社
- 大松荒神

## 祭事
- 1月8日 潮会祭
- 7月12日 船御幸神事
- 10月9日 焼火神事
- 10月10日 例祭、御饗祭（鱸祭）

## 周辺
松江市の市街地。神社の北方を大橋川が流れ、松江新大橋が北岸と結ぶ。

## 交通アクセス
- 西日本旅客鉄道（JR西日本）松江駅から北西へ500m。